# Bjorn Riley
Ne doit pas être confondu avec Riley Amos.
Bjorn Riley, né le 21 février 2002, est un coureur cycliste américain, spécialiste du VTT cross-country.

## Palmarès en VTT

### Championnats du monde
- 2021
  - 33e du cross-country espoirs
- 2022
  - 5e du cross-country espoirs
- 2023
  - 23e du cross-country espoirs
- 2024
  -  Médaillé d'argent du cross-country short track espoirs
  - 5e du cross-country espoirs

### Coupe du monde
- Coupe du monde de cross-country espoirs
  - 2022 : 13e du classement général
  - 2023 : 6e du classement général
  - 2024 : 2e du classement général, vainqueur de 5 manches

- Coupe du monde de cross-country short track espoirs
  - 2023 : 8e du classement général
  - 2024 : 2e du classement général, vainqueur de 2 manches

### Championnats nationaux
- 2019
  - 3e du cross-country juniors
- 2022
  -  Champion des États-Unis de cross-country espoirs
- 2024
  -  Champion des États-Unis de cross-country
  -  Champion des États-Unis de cross-country short track